# تلمبه حاجی گرام
تلمبه حاجی گرام یک منطقهٔ مسکونی در ایران است که در دهستان دره دران واقع شده‌است.